# Discografia de AOA
Esta é a discografia do girl group sul-coreano AOA. Consiste de dois extended plays, um álbum de compilação e sete singles, O grupo estreou com a canção "Elvis" em 30 de julho de 2012.

## Álbuns

### Álbuns de estúdio
| Título | Detalhes do álbum | Melhores posições nas paradas | Melhores posições nas paradas | Melhores posições nas paradas | Vendas                     |         |         |         |         |         |
| Título | Detalhes do álbum | KOR                           | JPN                           | US World                      | Vendas                     |         |         |         |         |         |
| Coreano | Coreano | Coreano                       | Coreano                       | Coreano                       | Coreano                    | Coreano | Coreano | Coreano | Coreano | Coreano |
| --- | --- | ----------------------------- | ----------------------------- | ----------------------------- | -------------------------- | ------- | ------- | ------- | ------- | ------- |
| Angel's Knock | - Lançamento: 2 de janeiro de 2017 - Gravadora: FNC Entertainment, LOEN Entertainment - Formatos: CD, download digital   | 3                             | 39                            | 5                             | KOR: 34,286+ - JPN: 3,234+ |         |         |         |         |         |
| Japonês | |                               |                               |                               |                            |         |         |         |         |         |
| Ace of Angels | - Lançamento: 14 de outubro de 2015 - Gravadora: Delicious Deli e Universal Music Japan - Formatos: CD, download digital | —                             | 2                             | —                             | - JPN (CD): 25,256+        |         |         |         |         |         |
| Runway | - Lançamento: 30 de novembro de 2016 - Gravadora: Virgin Music e Universal Music Japan - Formatos: CD, download digital  | —                             | 5                             | —                             | - JPN: 16,628+             |         |         |         |         |         |
| "—" indica lançamentos que não figuraram nas paradas ou que não foram lançados nessa região.*vendas físicas da gaon+hanteo. | |                               |                               |                               |                            |         |         |         |         |         |

### Extended Plays
| Título | Detalhes do álbum                                                                                          | Melhores posições nas paradas | Melhores posições nas paradas | Melhores posições nas paradas | Vendas                                 |
| Título | Detalhes do álbum                                                                                          | KOR                           | JPN                           | US World                      | Vendas                                 |
| --- | --- | ----------------------------- | ----------------------------- | ----------------------------- | -------------------------------------- |
| Short Hair | - Lançamento: 19 de julho de 2014 - Gravadora: FNC Entertainment - Formatos: CD, download digital          | 4                             | —                             | —                             | - KOR (CD): 16.930+ - JPN (CD): 625+   |
| Like a Cat | - Lançamento: 11 de novembro de 2014 - Gravadora: FNC Entertainment - Formatos: CD, download digital       | 3                             | —                             | —                             | - KOR (CD): 26.483+ - JPN (CD): 816+   |
| Heart Attack | - Lançamento: 22 de junho de 2015 - Gravadora: FNC Entertainment - Formatos: CD, downloand digital         | 2                             | —                             | 5                             | - KOR (CD): 45.042+ - JPN (CD): 1.514+ |
| Good Luck | - Lançamento: 16 de maio de 2016 - Gravadora: FNC Entertainment - Formatos: CD, downloand digital          | 2                             | 48                            | 7                             | - JPN: 2.359+                          |
| Bingle Bangle | - Lançamento: 28 de maio de 2018 - Gravadora: FNC Entertainment, Kakao M - Formatos: CD, downloand digital | 3                             | —                             | 10                            | - KOR: 14.343+                         |
| "—" indica lançamentos que não figuraram nas paradas ou que não foram lançados nessa região.*vendas físicas da gaon+hanteo. | |                               |                               |                               |                                        |

### Álbuns de compilação
| Título | Detalhes do álbum                                                                                   | Melhores posições nas paradas | Melhores posições nas paradas | Vendas                                  |
| Título | Detalhes do álbum                                                                                   | KOR                           | JPN                           | Vendas                                  |
| --- | --------------------------------------------------------------------------------------------------- | ----------------------------- | ----------------------------- | --------------------------------------- |
| AOA Best Song For Asia | - Lançamento: 1 de outubro de 2014 - Gravadora: FNC Entertainment - Formatos: CD e Download digital | 104                           | —                             | - TWN: 9.617+ - JPN: 625+ - KOR: 1.234* |
| "—" indica lançamentos que não figuraram nas paradas ou que não foram lançados nessa região.*vendas físicas da gaon+hanteo. | |                               |                               |                                         |

## Singles
| Título                                                                                       | Ano     | Melhores posições nas paradas | Melhores posições nas paradas | Melhores posições nas paradas | Melhores posições nas paradas | Melhores posições nas paradas | Melhores posições nas paradas | Vendas                                     | Álbum                |  |
| Título                                                                                       | Ano     | KOR Gaon                      | KOR Gaon                      | KOR Hot 100                   | JPN Oricon                    | JPN Hot 100                   | US World                      | Vendas                                     | Álbum                |  |
| Título                                                                                       | Ano     | Album                         | Digital                       | KOR Hot 100                   | JPN Oricon                    | JPN Hot 100                   | US World                      | Vendas                                     | Álbum                |  |
| Coreano                                                                                      | Coreano | Coreano                       | Coreano                       | Coreano                       | Coreano                       | Coreano                       | Coreano                       | Coreano                                    | Coreano              |  |
| -------------------------------------------------------------------------------------------- | ------- | ----------------------------- | ----------------------------- | ----------------------------- | ----------------------------- | ----------------------------- | ----------------------------- | ------------------------------------------ | -------------------- |  |
| "Elvis"                                                                                      | 2012    | 8                             | 69                            | 87                            | —                             | —                             | —                             | - KOR (DL): 44.390+ - KOR (CD): 936+       | Angels' Story        |  |
| "Get Out"                                                                                    | 2012    | 5                             | 77                            | 88                            | —                             | —                             | —                             | - KOR (DL): 52.338+ - KOR (CD): 2.692+     | Wanna Be             |  |
| "Moya" (como AOA Black)                                                                      | 2013    | 9                             | 33                            | 21                            | —                             | —                             | —                             | - KOR (DL): 171.475+ - KOR (CD): 2.596+    | Moya                 |  |
| "Confused"                                                                                   | 2013    | 12                            | 40                            | 38                            | —                             | —                             | —                             | - KOR (DL): 80.636+ - KOR (CD): 3.136+     | Red Motion           |  |
| "Miniskirt"                                                                                  | 2014    | 9                             | 11                            | 8                             | —                             | —                             | —                             | - KOR (DL): 1.104.681+ - KOR (CD): 10.359+ | Miniskirt            |  |
| "Short Hair"                                                                                 | 2014    | —                             | 5                             | 4                             | —                             | —                             | —                             | - KOR (DL): 954.508+                       | Short Hair           |  |
| "Like a Cat"                                                                                 | 2014    | —                             | 5                             | —                             | —                             | —                             | 7                             | - KOR (DL): 1.003.943+                     | Like a Cat           |  |
| "Heart Attack"                                                                               | 2015    | —                             | 2                             | —                             | —                             | —                             | 7                             | - KOR (DL): 1.479.366+                     | Heart Attack         |  |
| "I'm Jelly Baby" (como AOA Cream)                                                            | 2016    | —                             | 26                            | —                             | —                             | —                             | 3                             | - KOR (DL): 168.192+                       | Lançamento sem álbum |  |
| "Good Luck"                                                                                  | 2016    | —                             | 2                             | —                             | —                             | —                             | 6                             | - KOR (DL): 672.022+                       | Good Luck            |  |
| "Excuse Me"                                                                                  | 2017    | —                             | 22                            | —                             | —                             | —                             | 5                             | - KOR: 570,623+(DL)                        | Angel's Knock        |  |
| "Bing Bing"                                                                                  | 2017    | —                             | 47                            | —                             | —                             | —                             | 16                            | - KOR (DL): 78,606+                        | Angel's Knock        |  |
| "Bingle Bangle"                                                                              | 2018    | —                             | 4                             | 3                             | —                             | —                             | 10                            | —                                          | Bingle Bangle        |  |
| Japonês                                                                                      |         |                               |                               |                               |                               |                               |                               |                                            |                      |  |
| "Miniskirt"                                                                                  | 2014    | —                             | —                             | —                             | 13                            | 33                            | —                             | - JPN (CD): 12.233+                        | Ace of Angels        |  |
| "Like a Cat"                                                                                 | 2015    | —                             | —                             | —                             | 4                             | 10                            | —                             | - JPN (CD): 21.240+                        | Ace of Angels        |  |
| "Heart Attack"                                                                               | 2015    | —                             | —                             | —                             | 6                             | 9                             | —                             | - JPN (CD): 26.129+                        | Ace of Angels        |  |
| "Give Me the Love" (feat. Takanori Nishikawa)                                                | 2016    | —                             | —                             | —                             | 3                             | 6                             | —                             | - JPN (CD): 33.010+                        | Runway               |  |
| "Good Luck"                                                                                  | 2016    | —                             | —                             | —                             | 3                             | 9                             | —                             | - JPN (CD): 39.778+                        | Runway               |  |
| Chinês                                                                                       |         |                               |                               |                               |                               |                               |                               |                                            |                      |  |
| "Heart Attack"                                                                               | 2015    | —                             | —                             | —                             | —                             | —                             | —                             |                                            | Lançamento sem álbum |  |
| "—" indica lançamentos que não figuraram nas paradas ou que não foram lançados nessa região. |         |                               |                               |                               |                               |                               |                               |                                            |                      |  |

### Singles promocionais
| "Oh Boy"                                                                                     | 2015 | — | — | Ace of Angels |
| "Wow War Tonight 〜Get On Up Join Our Movement (Girls Version)"                              | 2016 | — | — | Runway        |
| "—" indica lançamentos que não figuraram nas paradas ou que não foram lançados nessa região. |      |   |   |               |

## Videografia

### DVDs
- 2014: Hot Summer and PhotoBook
- 2015: 1st Concert in Japan "ANGELS WORLD 2015 ~Oh BOY ACADEMY~" Digest
- 2016: AOA Summer Concert in Japan 〜Angels World 2016〜 at Tokyo Dome City Hall

#### Participação em DVDs
- 2014: FNC KINGDOM IN JAPAN ～Fantastic & Crazy～ (JPN)
- 2015: チョンダムドン111 DVD-SET1 (JPN)
- 2015: チョンダムドン111 DVD-SET2 (JPN)
- 2015: チョンダムドン111 DVD-SET3 (JPN)
- 2016: 2015 FNC KINGDOM IN JAPAN (JPN)

### Vídeos musicais
| Título                                                          | Ano     | Outras Versões                                       |
| Coreano                                                         | Coreano | Coreano                                              |
| --------------------------------------------------------------- | ------- | ---------------------------------------------------- |
| "Elvis"                                                         | 2012    | Band Version                                         |
| "Get Out"                                                       | 2012    |                                                      |
| "Moya" (como AOA Black)                                         | 2013    |                                                      |
| "Confused"                                                      | 2013    |                                                      |
| "Miniskirt"                                                     | 2014    | Extended Cut Version                                 |
| "Short Hair"                                                    | 2014    |                                                      |
| "Heart Attack"                                                  | 2015    | Choreography Version Special Video Sparkling Version |
| "I'm Jelly Baby" (como AOA Cream)                               | 2016    |                                                      |
| "Good Luck"                                                     | 2016    |                                                      |
| "Excuse Me"                                                     | 2017    |                                                      |
| "Bing Bing"                                                     | 2017    |                                                      |
| "Bingle Bangle"                                                 | 2018    |                                                      |
| "Come See Me"                                                   | 2019    |                                                      |
| Japonês                                                         |         |                                                      |
| "Miniskirt"                                                     | 2014    |                                                      |
| "Like a Cat"                                                    | 2015    | Dance Version                                        |
| "Heart Attack"                                                  | 2015    | Dance Version                                        |
| "Oh Boy"                                                        | 2015    | Dance Version                                        |
| "Give Me the Love" (featuring Takanori Nishikawa)               | 2016    | Dance Version                                        |
| "Good Luck"                                                     | 2016    |                                                      |
| "Wow War Tonight 〜Get On Up Join Our Movement (Girls Version)" | 2016    |                                                      |
| Chinês                                                          |         |                                                      |
| "Heart Attack"                                                  | 2015    |                                                      |